# バングラデシュ軍
バングラデシュ軍（バングラデシュぐん、英語: Bangladesh Armed Forces、ベンガル語: বাংলাদেশ সশস্ত্র বাহিনী）は、バングラデシュ陸軍、バングラデシュ海軍、バングラデシュ空軍を含むバングラデシュの軍隊である。
準軍事組織としてバングラデシュ国境警備隊、バングラデシュ沿岸警備隊、バングラデシュ警察予備隊があり、有事の際には国防省の指揮下に入る。
バングラデシュ軍の最高司令官は大統領である。バングラデシュ軍の管理・運営は国防省 (Ministry of Defence) が担当する。

## 正規軍

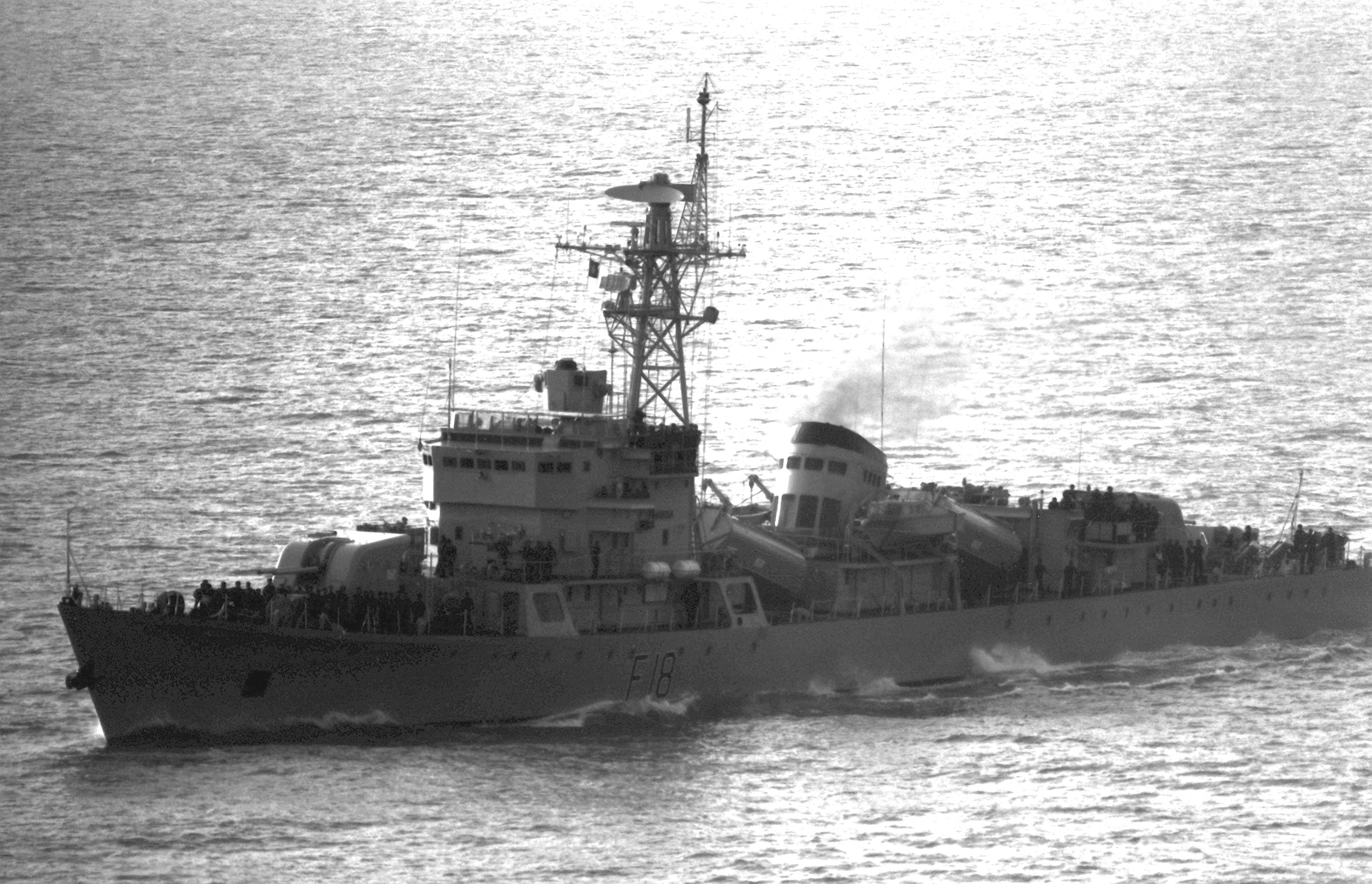
オスマン（江滬II型フリゲート）

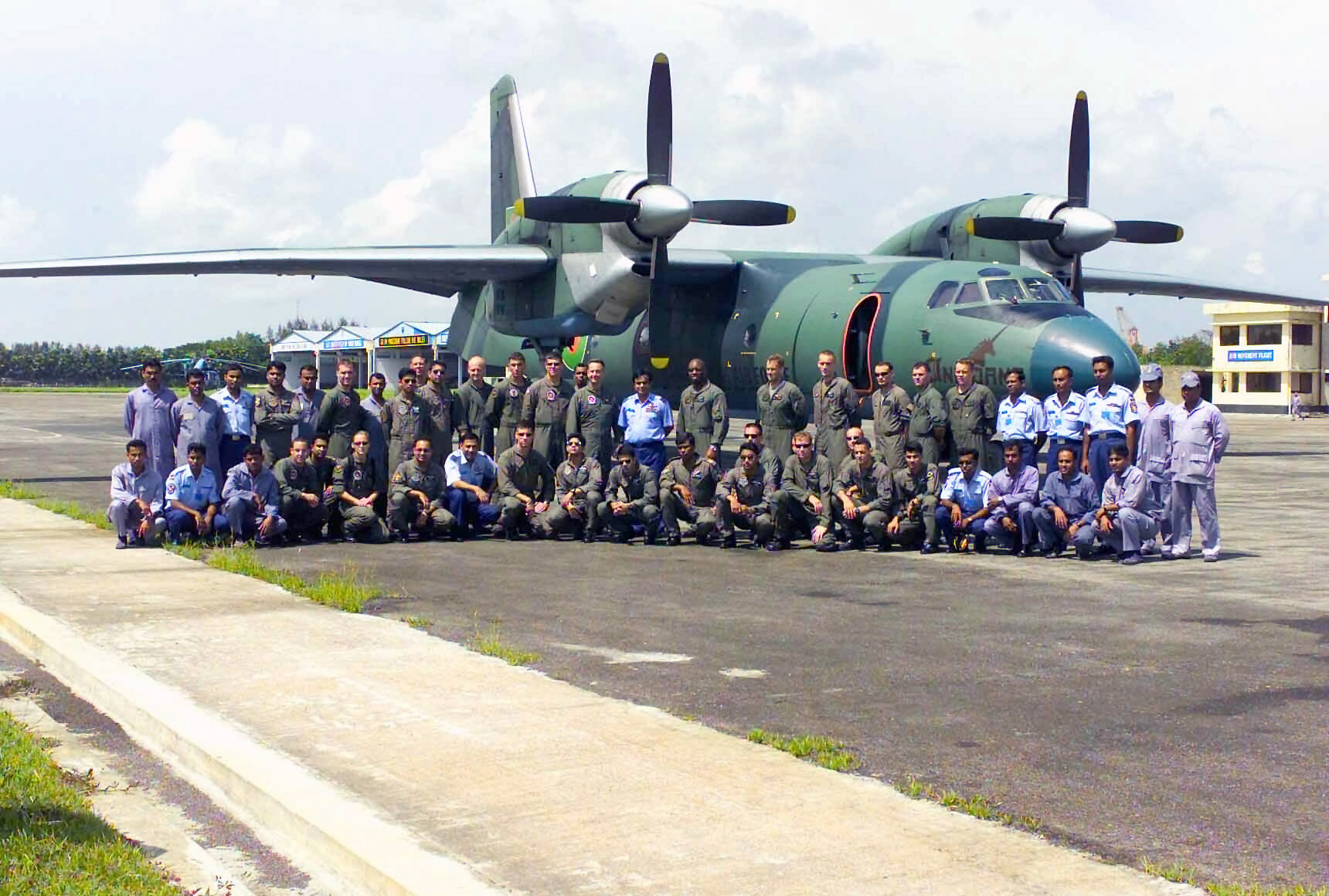
An-32輸送機

### バングラデシュ陸軍
バングラデシュ陸軍は126,153人の兵力を保有している。陸軍の主な任務は国の防衛だが、チッタゴン丘陵地帯におけるUPDFの掃討作戦にも投入されている。傘下に村落防衛隊を置いている。
バングラデシュ独立戦争や湾岸戦争にも参戦した。

### バングラデシュ海軍

バングラデシュ海軍の旗

バングラデシュ海軍は16,900人の兵力を保有している。
傘下には上陸戦を担う特殊部隊SWADSを置いている。

### バングラデシュ空軍
バングラデシュ空軍は14,000人の人員、215機の航空機を保有している。

## 準軍事組織

### バングラデシュ国境警備隊
バングラデシュ国境警備隊は平時は内務省の指揮を受けるが、有事の際には国防省の指揮を受け、陸軍を支援する。

### バングラデシュ警察予備隊
バングラデシュ警察予備隊は平時は内務省の指揮を受けるも、有事は国防省の指揮を受け、陸軍を支援する。

### バングラデシュ沿岸警備隊
バングラデシュ沿岸警備隊は、平時は内務省の指揮下にあるが、有事の場合は国防省の指揮を受け、海軍を支援する。

### 村落防衛隊
村落防衛隊は、チッタゴン丘陵地帯における先住民族から入植民を守るため設立された政府公認の民兵組織。訓練は陸軍、国境警備隊、警察予備隊が行った。